# Maloasijští Řekové
Maloasijští Řekové ( Μικρασιάτες (Mikrasiátes)) je řecké označení pro etnické Řeky ze západní a jižní části Anatolie. Do Řecka byli přesídleni během řecko-turecké výměny obyvatelstva v roce 1923.

## Dějiny

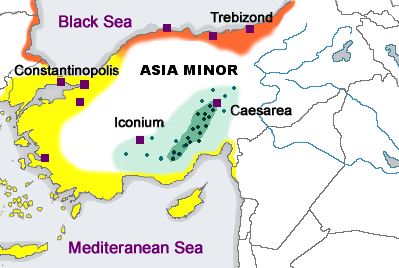
Oblasti s tradičním řeckým osídlením v Malé Asii před rokem 1923

Předkové dnešních maloasijských Řeků přišli do Anatolie kolem 12. století př. n. l. Podle některých teorií však Řekové pocházeli původem z Anatolie, čili tyto oblasti jsou skutečným mateřským Řeckem. Víme však, že v tomto období máme v západní Malé Asii tři řecké kmeny. Kraj Troas a Lydii obývali Achájové, kraj Kárie obývali Dórové a mezi Achaji a Dóry žili Iónové a zabírali tak velké území, že se kraj nazýval podle nich – Iónie. Od 8. století př. n. l. začali Řekové osídlovat i další oblasti Anatolie, osídlili pobřežní oblasti Pamfylie a Kilíkie čili jižní pobřeží Anatolie, na severozápadě osídlili Frigo a Bithýnii. Na severovýchodě to byl kraj Pontos, ale podle moderního dělení spadají tito Řekové pod kategorii Pontští Řekové. Tak tedy zůstaly pobřežní oblasti Anatolie osídlené Řeky. Právě zde vznikla řecká filozofie, byla zde velmi známá města jako Efesos, Smyrna, Kolofón, Halikarnassos, Pergamon, Milétos, Fókaia či Patara. Řekové v těchto oblastech se však museli vypořádat s Peršany, které definitivně porazil až Alexandr Veliký. V helénistickém období se po celé Anatolii stavěla řecká města, odcházelo sem mnoho řeckých kolonistů, kteří se v centrálních částech mísili s původním obyvatelstvem a tak se postupně celý kraj helenizoval. Byla zde založena velká řecká města jako Nikomédia, Nikaia či Antiochie.
V 1. století př. n. l. Anatolii definitivně ovládli Římané, přičemž úředním jazykem východu byla řečtina. Právě v Anatolii se silně šířilo křesťanství. V roce 395 připadlo toto území Východořímské říši (Byzanc), která byla čistě řeckou říší, a tak se do 6. století skoro všechny neřecké národy Anatolie helenizovaly. Obyvatelé byli ortodoxní křesťané. Od 11. století však do Anatolie začínají pronikat Turci, Řekové si tu na západě Anatolie udrželi stát Nikájské císařství a Trapezuntské císařství v Ponte. Po obnovení Byzance se začala šířit myšlenka řeckého národního povědomí, helénismus, ale Turci dobyli zbytek řecké Byzance a tak se všechna území Anatolie stala součástí Osmanské říše. Během tohoto období se velká část řeckojazyčného obyvatelstva islamizovala a následně poturčila. V 17. století zůstali Řekové pouze na západě Anatolie a pobřežních oblastech jihu a severu, tedy v těch oblastech, které kolonizovali antičtí Řekové. Během tohoto období se na západě Anatolie usadily tisíce Řeků, hlavně z Egejských ostrovů, ale také z Kréty, Kypru a Peloponésu. Tito přistěhovalci se usadili hlavně ve velkých městech (Smyrna, Aydin, Marmaris, Makri , Ayvalı, Cesme, Prusa, Nikaia, Nikomedia a jiné). Usadili se však i na venkově, kde založili nové vesnice. Tito Řekové tak posílili místní řeckou populaci a zároveň jí zajistili většinu nad muslimy. Řeckou identitu udržovala ortodoxní církev.
V roce 1832 vznikl řecký stát a Řekové měli zájem sjednotit všechny Řeky do jednotného státu (tzv. Megali idea). V roce 1920 se řeckým vojskům pod vedením premiéra Venizelose skutečně podařilo západní Anatólii osvobodit, ale nakonec utrpěli porážku od generála Atatürka. Turci pak zaútočili na město Smyrna a zmasakrovali tu desetitisíce Řeků a Arménů. Město pak zapálili. Tato událost je známá jako maloasijská katastrofa helenismu. Turci zabíjeli i Pontské Řeky. Následně byla podepsána výměna obyvatel, tedy Řekové z Anatolie se po 3000 letech vrátili do Řecka. Odešly asi 2 000 000 etnických Řeků. Tito Řekové se usadili především v Makedonii (přibližně 700 000) a Atice (přibližně 500 000). Do Atiky přišli Řekové z Ionia, protože jejich antičtí předkové přišli z Atiky do Ionia. Tato výměna však způsobila velké ekonomické problémy, ale na druhé straně po výměně se Řekové stali většinovým obyvatelstvem ve všech částech Řecka.

## Kultura
Maloasijští Řekové ve velké míře mateřské Řecko kulturně obohatili. Především sem přinesli svou tradiční hudbu, tance a tradiční drnkací nástroje, které se dnes staly pro Řeky typickými. Je to hudba Chasapiko či nástroj Buzuki. Z anatolské řecké hudby vznikl populární hudební styl rembetika. Zároveň maloasijští Řekové představili Řecku vyspělou městskou kulturu, nakolik Smyrna patřila mezi nejvyspělejší města turecké říše. Dnes se anatolští Řekové aklimatizovali do Řecké republiky a promíchali se s evropskými Řeky, proto je těžké uvést jejich počet, ale předpokládá se, že přibližně 3 000 000 moderních Řeků má původ v Anatolii. Anatolští Řekové si udržují své tradice, mají vlastní spolky, hudební festivaly, média, či jiné způsoby prezentace své kultury.